# Bausch & Lomb
Bausch & Lomb Inc. (по-русски произносится «Бауш энд Ломб», сокр. B&L — «Би-эн-эл») — американская компания, известный производитель контактных линз, растворов для них и офтальмологических хирургических препаратов и лекарств, а также различных оптико-механических изделий и оптико-электронной аппаратуры военного назначения. Штаб-квартира — в Bridgewater Township, штат Нью-Джерси. Компания отмечена почётной наградой Академии кинематографических искусств и наук США за технические услуги американской киноиндустрии.

## История
История компании началась в 1853 году, когда эмигранты из Германии Джон Якоб Бауш (англ.) и Генри Ломб (англ.) открыли в Рочестере магазин по продаже оптики. Производственную деятельность компания начала с выпуска оправ для очков. В дальнейшем «Бауш и Ломб» стала специализироваться на производстве высокоточной и специальной оптики: микроскопов, биноклей, телескопов, прицелов и т. п. В 1883 году компания начала выпуск объективов. В 1888 году компания начала поставки объективов для фотоаппаратов компании «Кодак». Компания также производила затворы для фотоаппаратов. С 1913 года компания начала производить оптическое стекло. Производство объективов для фотоаппаратов продолжалось до 1930-х годов. Компания прекратила выпуск объективов для фотоаппаратов, но продолжала выпускать объективы для проекторов и кинокамер. В 1930-е годы номенклатура производимой компанией оптической продукции включала в себя 17 тысяч наименований товаров, на долю компании приходилось 28 % производимых в США контактных линз и значительный процент национального производства микроскопов и биноклей. Несмотря на постепенное укрупнение бизнеса, он по-прежнему сохранял семейный характер, — члены семей и их родственники выступали владельцами крупных пакетов акций и занимали должности в топ-менеджменте.

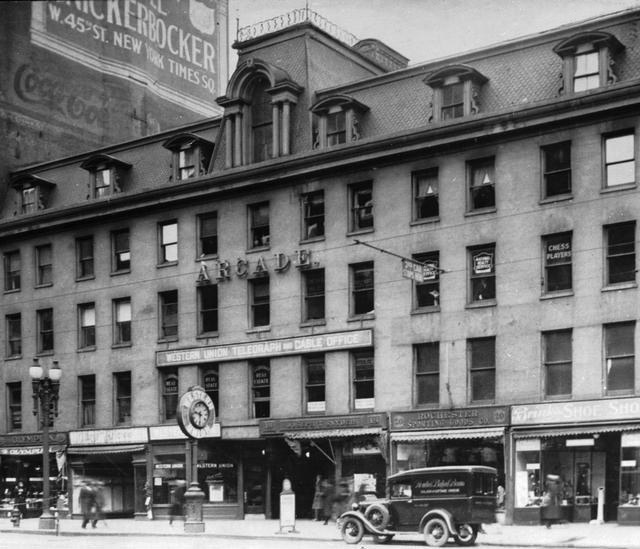
Офисное здание, в котором располагалась контора компании в 1930-е годы

В годы, предшествовавшие Первой мировой войне, немецкий промышленный концерн «Цейсс» приобрёл пятую часть пакета акций «Бауш и Ломб» и стал членом совета директоров компании, между ним и руководством компании была достигнута договорённость о том, что компания теперь будет закупать стекло для военных нужд с его европейских складов, а он, в свою очередь, отказывается от своих планов по строительству завода цейссовского стекла в США и выходу на американский рынок. Таким образом, американская оптическая промышленность стала зависимой от поставок стекла из-за рубежа и когда в 1915 году «Цейсс», активно поддерживавший кайзеровское правительство, отказался поставлять стекло в США, производство оптических изделий для военных нужд, и когда США вступили в войну в 1917 году, обнаружилась острая нехватка в указанных средствах для армии и флота. В этой связи, под давлением американского правительства, члены семей Баушей и Ломбов были вынуждены выкупить обратно долю «Цейсса» в уставном капитале, однако, отношения с «Цейссом» не прерывались и уже вскоре после завершения войны была достигнута негласная договорённость о саботировании обеими компаниями условий Версальского мирного договора, «Цейсс» в частности обязался передать своим американским партнёрам технологические фирменные секреты производства цейссовского стекла и некоторых других изделий в обмен на семипроцентное роялти на всю продукцию военного назначения (кроме полевых биноклей). Более того, эти две компании разделили между собой весь международный рынок военной оптики, причём главенствующую роль в образовавшемся картеле играл именно «Цейсс» и его влияние было настолько велико, что именно он назначал начальника отдела военной продукции в «Бауш и Ломб» (по сути своей, указанное лицо выступало агентом немецкой военно-технической разведки в США). В отношении технологий производства военной оптики действовало соглашение о регулярном двустороннем обмене технологиями. Все указанные договорённости были достигнуты в конфиденциальном порядке, из официальных лиц о них был уведомлен только американский военно-морской атташе в Берлине и то лишь в части, непосредственно касающейся флота (по условиям Версальского договора, «Цейссу» было запрещено изготавливать какую бы то ни было продукцию военного назначения). Фактически, в межвоенный период, при содействии своих немецких партнёров, «Бауш и Ломб» монополизировала производство таких приборов, как артиллерийские, бомбовые и торпедные прицелы, дальномеры, перископы, телескопы, альтиметры и т. д. Дополнительный пункт негласного соглашения включал в себя условие относительно нанесения торговой марки «Нединско-Цейсс» на любую продукцию, в которой используется цейссовская технология («Нединско» — название голландского филиала концерна «Цейсс», созданного специально для обхода требований Версальского договора). Указанный картельный сговор явился большим подспорьем в ходе процесса ремилитаризации веймарской Германии. Более того, получая те или иные заказы от армии и флота, «Бауш и Ломб» незамедлительно передавала немецким партнёрам данные технического задания, составлявшие военную тайну.
Тем временем, в рамках подготовки американской военной промышленности ко Второй мировой войне в конце 1930-х годов, корпоративный менеджмент переориентировал закупки сырья с внешних поставщиков («Цейсс») на внутренних, чьи сырьёдобывающие мощности были расположены в пределах континентальных штатов и не зависели от возможных срывов поставок, продиктованных ходом военных действий или другими обстоятельствами, как это произошло в 1915 году, — таким образом обеспечивалась стабильность производства военной продукции для удовлетворения потребностей вооружённых сил в ходе предстоящей войны. Попутно с этим, Министерство юстиции США и комиссия сената во главе с Гарри Трумэном, действуя в интересах государственно-монополистического комплекса страны, в 1940 году ликвидировало американо-немецкий оптический картель как угрожавший национальной безопасности США. В годы Второй мировой войны, компания включилась в программу по снабжению вооружённых сил США (за указанные достижения в годы войны компания была отмечена знаком отличия Армии и ВМС США)
С 1920-х по 1990-е годы компания выпускала солнцезащитные очки под своим именем, а также под брендами «Рэй-Бан», «Арнетт», «Киллер луп» и «Рево».
В конце 1960-х годов компания начала выпуск мягких контактных линз из гидрофильных материалов. В 1980-е годы она решила окончательно сосредоточиться на контактных линзах, распродав остальные производства.
В 1999 году пакет торговых марок солнцезащитных очков Ray-Ban, Arnette, Killer Loop и Revo продан итальянской компании «Люксоттика» за 640 миллионов долларов и производство солнцезащитных очков прекращено.
В последующие годы компания накопила новые долги и была приобретена сначала в 2007 году частной акционерной фирмой Warburg Pincus за 4,5 миллиарда долларов. В мае 2013 года канадская компания Valeant Pharmaceuticals объявила о покупке компании «Бауш и Ломб»; сумма сделки — $8,7 млрд. Сделка, одобренная акционерами, включала также оплату кредиторам корпоративного долга компании «Бауш и Ломб» в размере $4,2 млрд и была завершена 5 августа 2013 года.

## Собственники и руководство
Председатель совета директоров и главный управляющий компании — Брент Сондерс (Brent Saunders, 2010 —)

## Деятельность
Продукция гражданского назначения

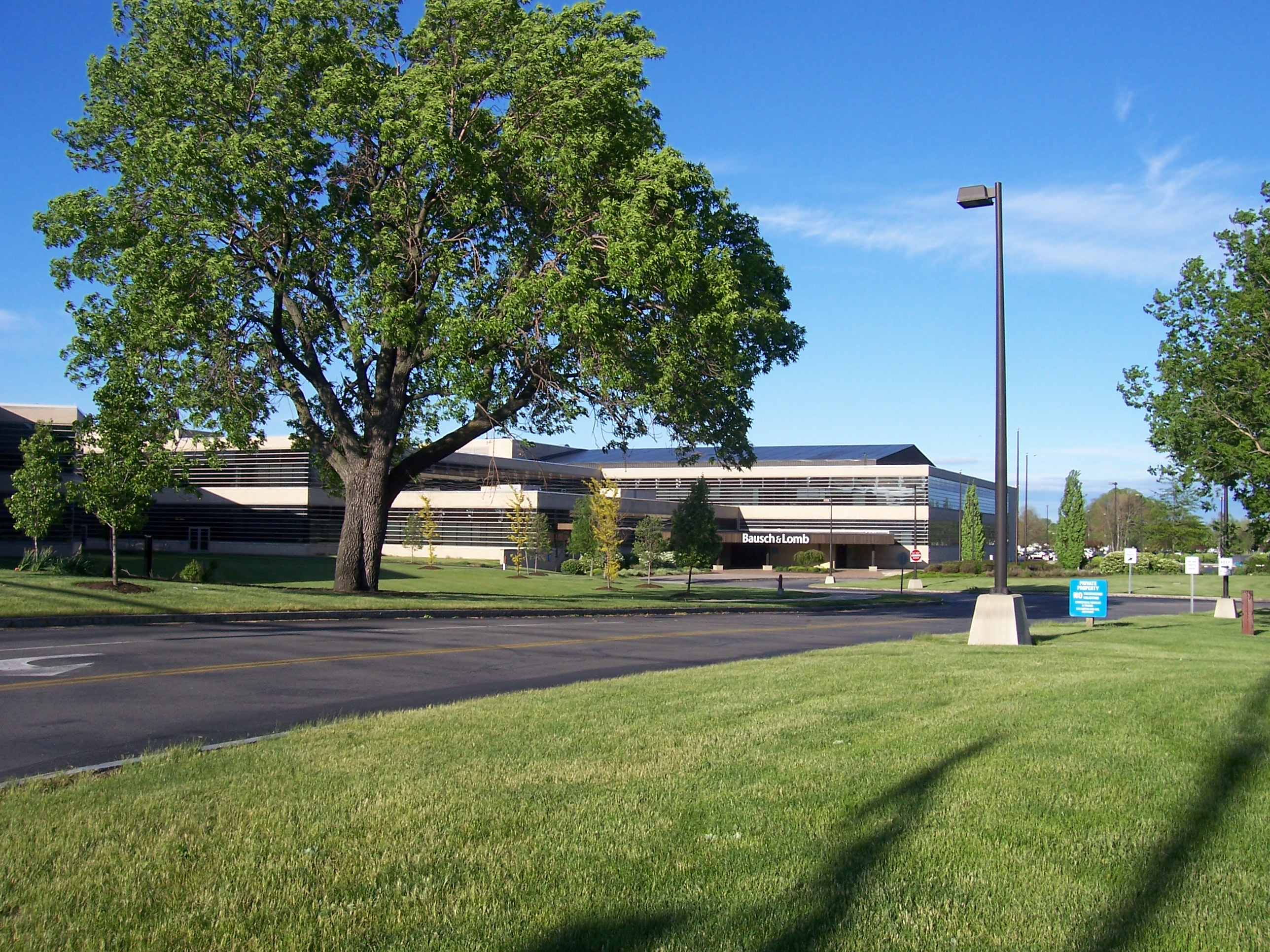
Отделение по производству средств по уходу за зрением в городе Рочестер (Нью-Йорк)

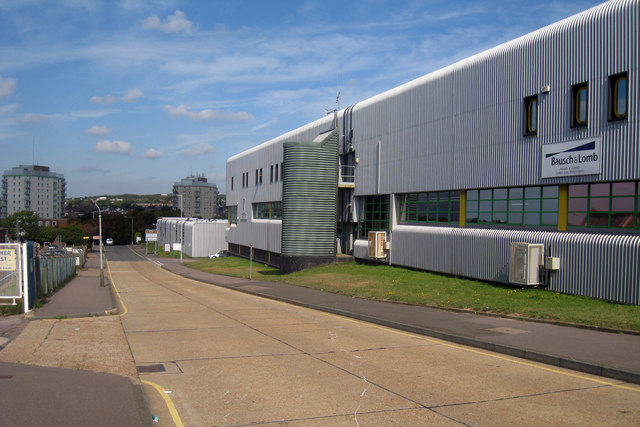
Оптический завод в Силверхилле — пригороде Гастингса (Восточный Суссекс)

«Бауш и Ломб» — один из крупнейших в мире производителей контактных линз и растворов для них, а также оборудования для офтальмологической промышленности. Также выпускаются медицинские инструменты. Продукция компании продаётся более чем в 100 странах.
Продукция военного назначения
Для обеспечения потребностей военно-промышленного комплекса США в различных изделиях из стекла и стеклоподобных прозрачных материалов в структуре компании было создано подразделение военной продукции (Military Products Division), которое занималось разработкой и производством следующих наименований продукции:
- лучевые фильтры, оптические модуляторы, мозаичные приёмники инфракрасного излучения головок самонаведения ракет класса «воздух—воздух» (семейства ракет «Сайдуайндер» и «Фэлкон»), зенитных управляемых ракет («Стингер»);
- инфракрасные передающие элементы, индикаторы азимутальной ошибки перископа, перископические приборы наведения и аварийной навигации средств-носителей баллистических ракет подводных лодок (семейство ракет «Поларис»);
- инфракрасные следящие устройства бортовых систем управления ракетным вооружением истребителей («Старфайтер»);
- дальномер-прицелы для различных систем вооружения (разрабатывались на конкурсной основе попутно с аналогичными проектами компаний «Кодак», «Полароид», «Барбер-Колман»[англ.]);
- оптические прицельные приспособления всех типов (винтовочные, артиллерийские, бомбовые и торпедные);
- фонари кабины истребителей и др. военных летательных аппаратов из жаропрочного тугоплавкого стекла;
- оптико-электронные системы с высокой разрешающей способностью космических спутников военной разведки.

Персонал
Общая численность персонала — 13 тыс. человек (2007 год). Продажи компании в 2006 году составили $2,29 млрд, чистая прибыль — $14,9 млн.